# Kenneth Rooks
Kenneth Rooks (* 21. Oktober 1999 in Walla Walla, Washington) ist ein US-amerikanischer Leichtathlet, der sich auf den Hindernislauf spezialisiert hat.

## Sportliche Laufbahn
Kenneth Rooks wuchs in College Place in Washington auf und studiert seit 2018 an der Brigham Young University. 2023 wurde er NCAA-Collegemeister über 3000 m Hindernis und gelangte anschließend bei den Weltmeisterschaften in Budapest mit 8:20,02 min im Finale auf Rang zehn. Im Jahr darauf gewann er bei den Olympischen Sommerspielen in Paris in 8:06,41 min hinter dem Marokkaner Soufiane el-Bakkali und vor Abraham Kibiwot aus Kenia die Silbermedaille.
In den Jahren 2023 und 2024 wurde Rooks US-amerikanischer Meister im 3000-Meter-Hindernislauf.

## Persönliche Bestleistungen
- 3000 Meter: 7:42,37 min, 26. Januar 2024 in Boston
- 3000 m Hindernis: 8:06,41 min, 7. August 2024 in Paris